# 28. Tarnowska Nagroda Filmowa
28. Tarnowska Nagroda Filmowa – odbyła się w dniach 26 kwietnia-4 maja 2014 roku.

## Filmy konkursowe

### Konkurs główny
- Bilet na Księżyc – reż. Jacek Bromski
- Chce się żyć – reż. Maciej Pieprzyca
- Ida – reż. Paweł Pawlikowski
- Jack Strong – reż. Władysław Pasikowski
- Kamienie na szaniec – reż. Robert Gliński
- Obietnica – reż. Anna Kazejak
- Papusza – reż. Joanna Kos-Krauze, Krzysztof Krauze
- Pod Mocnym Aniołem – reż. Wojciech Smarzowski
- Psie pole – reż. Lech Majewski
- W imię... – reż. Małgorzata Szumowska
- W ukryciu – reż. Jan Kidawa-Błoński
- Zabić bobra – reż. Jan Jakub Kolski

### Konkurs „Kino Młodego Widza”
- Hip-Hip i Hurra, odc.:
  - Dlaczego zniknął drugi brzeg rzeki? – reż. Szymon Adamski
  - Dlaczego zniknęły drzewa? – reż. Elżbieta Wąsik
  - Kto chce przestraszyć Myszkę Odważną? – reż. Elżbieta Wąsik
  - Wielkie małe gwiazdy – reż. Elżbieta Wąsik
- Kacperiada – reż. Wojciech Wawszczyk
- Kaktus i Mały, odc.:
  - Dlaczego grat parkował w lesie od lat? – reż. Marta Stróżycka
  - Dlaczego w domach i biurach wyszły z mody pióra? – reż. Marta Stróżycka
  - Jak Kaktusa granie wsparło śmieci segregowanie? – reż. Marta Stróżycka
- Kocidrapka – reż. Andrzej Orzechowski, Bronisław Zeman
- Mami Fatale, odc.:
  - Dawno, dawno temu – reż. Stuart Evans
  - Mami duale – reż. Stuart Evans
  - Podziemne królestwo – reż. Stuart Evans
- Pamiętnik Florki, odc.:
  - Cień – reż. Janusz Martyn
  - Czas – reż. Janusz Martyn
  - Fasolka – reż. Janusz Martyn
  - Skarby – reż. Janusz Martyn
- Parauszek i przyjaciele, odc.:
  - Biwak – reż. Krzysztof Brzozowski
  - Królewski piknik – reż. Krzysztof Brzozowski

## Skład jury
- Janusz Kijowski – reżyser, wiceprezes Stowarzyszenia Filmowców Polskich, przewodniczący jury
- Jerzy Kapuściński – producent, dyrektor TVP2
- Krystyna Latała – wiceprezydent Miasta Tarnowa
- Piotr Lenar – operator filmowy
- Jerzy Satanowski – kompozytor
- Janusz Wróblewski – krytyk filmowy

## Laureaci

### Konkurs główny
- Nagroda Grand Prix – Statuetka Maszkarona: 
  - Papusza – reż. Joanna Kos-Krauze, Krzysztof Krauze

- Nagroda Jury Młodzieżowego – Statuetka Kamerzysty: 
  - Papusza – reż. Joanna Kos-Krauze, Krzysztof Krauze

- Nagroda publiczności – Statuetka Publika: 
  - Chce się żyć – reż. Maciej Pieprzyca

- Nagrody specjalne jury:
  - Paweł Pawlikowski – za podjęcie niezwykle bolesnego tematu poszukiwania tożsamości bohaterów w pejzażu powojennej Polski w filmie Ida
  - Jan Jakub Kolski –  za użycie nowoczesnych środków wyrazu i odwagę operowania współczesnym językiem filmowym w filmie Zabić bobra

- Nagroda za całokształt twórczości – Statuetka Muza:
  - Agnieszka Holland

### Konkurs „Kino Młodego Widza”
- Nagroda Jury Dziecięcego – Statuetka Koguta:
  - Mami Fatale, odc.: Mami duale – reż. Stuart Evans